# Margeta
Margeta is een bestuurslaag in het regentschap Alor van de provincie Oost-Nusa Tenggara, Indonesië. Margeta telt 438 inwoners (volkstelling 2010).